# Batalha de Stromboli

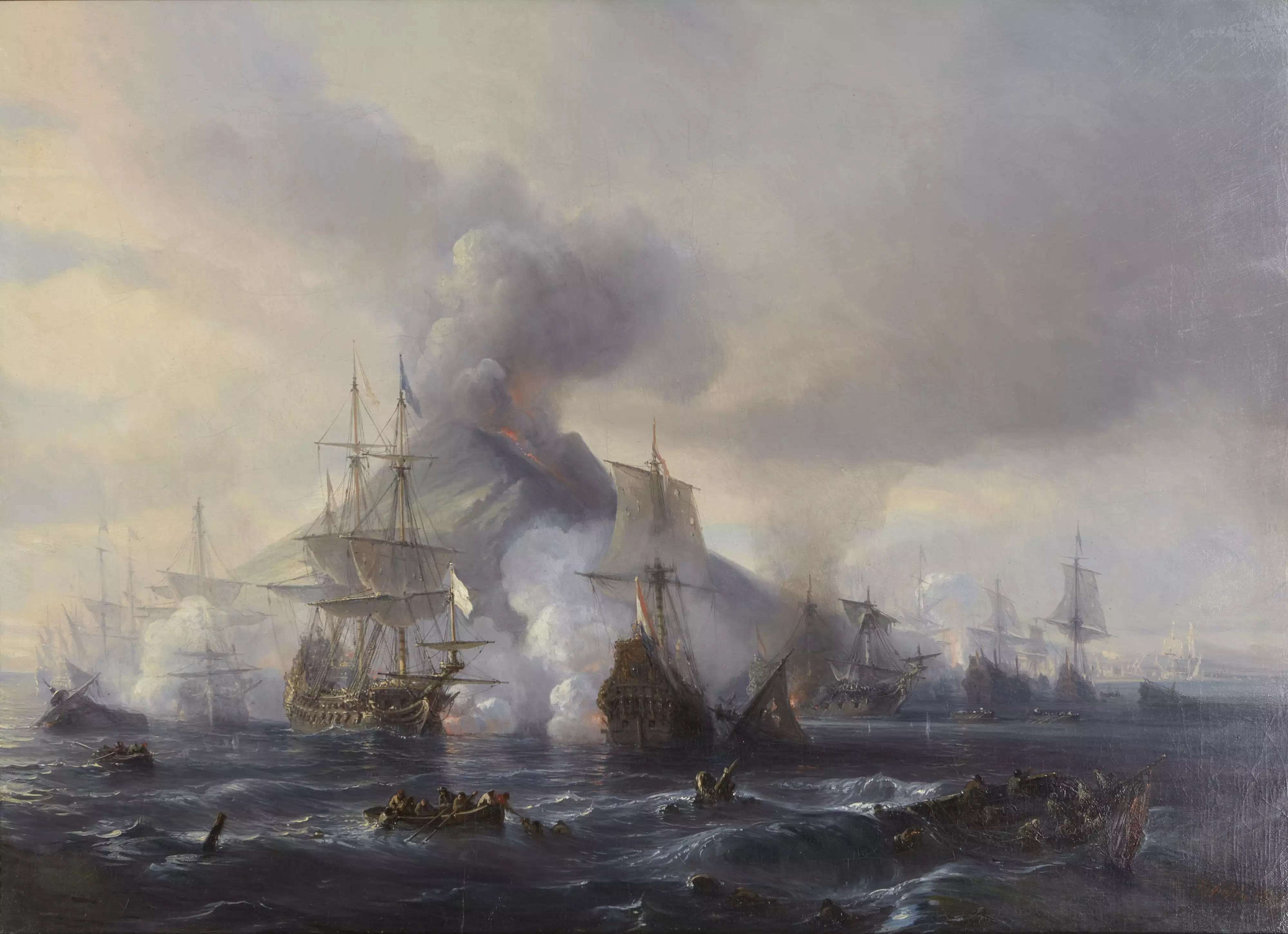
Cena da Batalha.

A Batalha de Stromboli (ou Estrômboli) ou Batalha de Alicudi foi um conflito naval da Guerra Franco-Holandesa que ocorreu no dia 8 de Janeiro de 1676, perto de Stromboli na Sicília.  A frota francesa comandada por Abraham Duquesne combateu por oito horas um combinado da frota Hispânico-Holandesa comandada pelo almirante Michiel de Ruyter que terminou inconclusiva.  As frotas voltaram a se enfrentar na Batalha de Agosta.